# François Le Lorgne d'Ideville
François Le Lorgne d'Ideville est un administrateur et homme politique français né le 4 octobre 1780 à Paris et mort le 30 mai 1852 à Paris.

## Biographie
Élisabeth Louis François Le Lorgne d'Ideville, baron, est le fils de Louis Joachim Le Lorgne, un receveur du trésor royal, d'une famille originaire de Provins. Il est le cousin germain du naturaliste Jules César Le Lorgne de Savigny (1777-1851), membre de l'Académie des sciences. Sa sœur aînée Adélaïde épouse en 1796 Agathon Jean François Fain qui devint par la suite secrétaire particulier et l'un des proches collaborateurs de Napoléon Ier.
Entré dans l'administration militaire, il est secrétaire du gouverneur de la Guyane en 1798. En 1804, il est secrétaire interprète à la secrétairerie d'État consulaire et impériale et prend part à des missions diplomatiques. En 1810, il est auditeur au Conseil d’État. Lors de la  première Restauration, il est révoqué et lors de la seconde, banni, il se réfugie en Angleterre. Il rentre en 1821, se fixe dans l'Allier et se marie. En 1830, il est rappelé au Conseil d'Ėtat, nommé maître des requêtes, jusqu'à sa retraite en 1851.
Nommé maire de Loddes et conseiller général en 1830. Il est élu du canton du Donjon de 1833 à 1848. Après des tentatives infructueuses en 1830, 1831, 1834, il est élu député de l'Allier en 1837 dans l'arrondissement de Lapalisse ; il est à nouveau élu en 1842 et 1848, siégeant an centre et soutenant les ministères. 
Il est officier de la Légion d'honneur.
Il est le père d'Henri d'Ideville, diplomate et écrivain.
Il repose au cimetière de Loddes.